# DSAT
Ten artykuł należy dopracować:

przedstawiono sytuację tylko z polskiej perspektywy – artykuł powinien być przekrojowy.
Pomóż go poprawić. Na stronie dyskusji mogą znajdywać się pomocne komentarze.
Urządzenia detekcji stanów awaryjnych taboru, DSAT (w Polsce potocznie: ASDEK) – system bezpieczeństwa stosowany w transporcie kolejowym służący do automatycznego wykrywania awarii taboru kolejowego, a co za tym idzie poprawy bezpieczeństwa oraz zapobiegania uszkodzeniom elementów infrastruktury kolejowej i taboru. W Polsce za jego instalację i utrzymanie odpowiedzialna jest spółka PKP Polskie Linie Kolejowe.

## Budowa systemu dSAT
Urządzenia dSAT są podzielone na trzy zespoły:
- zespół torowy – zbiera informacje na temat stanów awaryjnych taboru kolejowego i przekazuje je do zespołu bazowego; jest zainstalowany w torze;
- zespół bazowy – otrzymuje dane od zespołu torowego i analizuje je; najczęściej jest umieszczony w skrzynce w pobliżu toru;
- zespół terminalowy – przetwarza dane i archiwizuje je; w jego skład wchodzi komputer osobisty, drukarka, modemy, zasilacz awaryjny, sygnalizatory alarmowe, a w starszych urządzeniach także rejestrator taśmowy.

W Polsce w ramach systemu dSAT wykorzystywane są urządzenia różnych producentów, m.in. urządzenia typu ASDEK produkcji Voestalpine.

## Na sieci PKP Polskie Linie Kolejowe
Urządzenia szlakowe dSAT są ustawiane w taki sposób, żeby uniemożliwić wjazd niesprawnego taboru na linię, monitorować stan taboru w razie wystąpienia sygnału ostrzegawczego, a także umożliwić wyłączenie niesprawnego taboru w razie wystąpienia alarmu. Ponadto dokładne odstępy, w jakich instalowane są urządzenia pomiarowe dSAT regulowane wg tabeli:
| Prędkość szlakowa           | Rozmieszczenie urządzeń PD, OK            | Rozmieszczenie urządzeń GM, GH            |
| --------------------------- | ----------------------------------------- | ----------------------------------------- |
| > 200 km/h                  | co 100 km ± 10                            | co 30 km ± 5                              |
| 120–200 km/h                | co 130 km ± 30                            | co 40 km ± 10                             |
| 100–120 km/h                | na początku, na środku i na końcu linii   | co 50 km ± 10                             |
| 60–100 km/h                 | brak urządzeń                             | co 80 km ± 20                             |
| < 60 km/h                   | brak urządzeń                             | brak urządzeń                             |
| linie znaczenia specjalnego | wg ustaleń indywidualnych dla danej linii | wg ustaleń indywidualnych dla danej linii |

Urządzenia dSAT są montowane na wszystkich głównych liniach kolejowych w Polsce, m.in. na linii E65 Gdynia – Warszawa – Kraków/Katowice, E20 Kunowice – Warszawa – Terespol, czy też E30 Węgliniec – Wrocław – Kraków – Medyka. W 2018 roku na liniach kolejowych w Polsce zamontowanych było 213 urządzeń dSAT, które rocznie sprawdzają ponad 200 tysięcy pociągów.

### Działanie
W ramach zespołu torowego urządzenia dSAT mierzą następujące parametry w ramach funkcji:
- przeciążenie dynamiczne (PD) – pomiar przeciążeń oddziałujących na tor;
- obciążenie koła (OK) – wykrywanie przekroczenia dopuszczalnego nacisku osi i nacisku liniowego;
- gorące maźnice (GM) – wykrywanie nadmiernej temperatury łożysk osiowych (maźnic);
- gorące hamulce (GH) – wykrywanie nadmiernej temperatury obręczy (klocków hamulcowych) i tarcz hamulcowych;
- płaskie miejsca (PM) – wykrywanie deformacji kół pociągu.

W przypadku wykrycia awarii system generuje jeden z czterech komunikatów:
- ostrzeżenie (OSTR) – dopuszczalna wartość została przekroczona, lecz nie stanowi poważnego zagrożenia i nie występuje ryzyko uszkodzenia taboru lub infrastruktury. W takiej sytuacji powiadomiony zostaje przewoźnik kolejowy, wysłane zostaje ostrzeżenie do maszynisty, a pociąg jest poddany obserwacji. Na stacji wskazanej przez przewoźnika zostają dokonane oględziny taboru.
- alarm (STOP) – w funkcji gorące hamulce (GH) i gorące maźnice (GM) przekroczona została wartość dopuszczalna i stanowi to zagrożenie dla bezpieczeństwa lub istnieje poważne ryzyko uszkodzenia infrastruktury, lub dalsze uszkodzenie taboru. W takiej sytuacji dyżurny ruchu informuje przewoźnika i wydaje maszyniście polecenie niezwłocznego zatrzymania pociągu i dokonania oględzin. W razie, gdy dyżurny ruchu nie może nawiązać kontaktu z maszynistą, jest zobowiązany podjąć wszelkie kroki do zdalnego zatrzymania pociągu, włącznie z użyciem systemu Radio-Stop.
- alarm (STOP[L],[P]) – w funkcji gorące maźnice (GM) przekroczona została dopuszczalna wartość różnicy temperatur między prawą a lewą maźnicą (temperatura łożysk). Postępowanie jak w przypadku komunikatu STOP.
- graniczny (GRAN) – w funkcji płaskie miejsca (PM), obciążenie koła (OK), przeciążenie dynamiczne (PD) wykryte zostało przekroczenie dopuszczalnego stanu uszkodzenia kół pociągu, przeciążenia dynamicznego, nacisku osi lub nacisku liniowego. Wymagane jest przeprowadzenie oględzin pociągu na najbliższej stacji na szlaku pociągu. Dyżurny ruchu ustala dokładne miejsce zatrzymania pociągu oraz prędkość dojazdu do tego miejsca.

System podaje dokładną wartość, jaka została odnotowana oraz informację o lokalizacji miejsca awarii w pociągu.
Po wykonaniu oględzin przez uprawnionego pracownika kolei, dyżurnemu ruchu przekazana zostaje informacja o niestwierdzeniu sygnalizowanej usterki i możliwości kontynuowania jazdy lub o stwierdzeniu awarii składu i konieczności wyłączenia uszkodzonego taboru z pociągu.